# (31874) 2000 EF135
2000 EF135 (asteroide 31874) é um asteroide da cintura principal. Possui uma excentricidade de 0.09050020 e uma inclinação de 4.32376º.
Este asteroide foi descoberto no dia 11 de março de 2000 por LONEOS em Anderson Mesa.